# Departamentos do Senegal

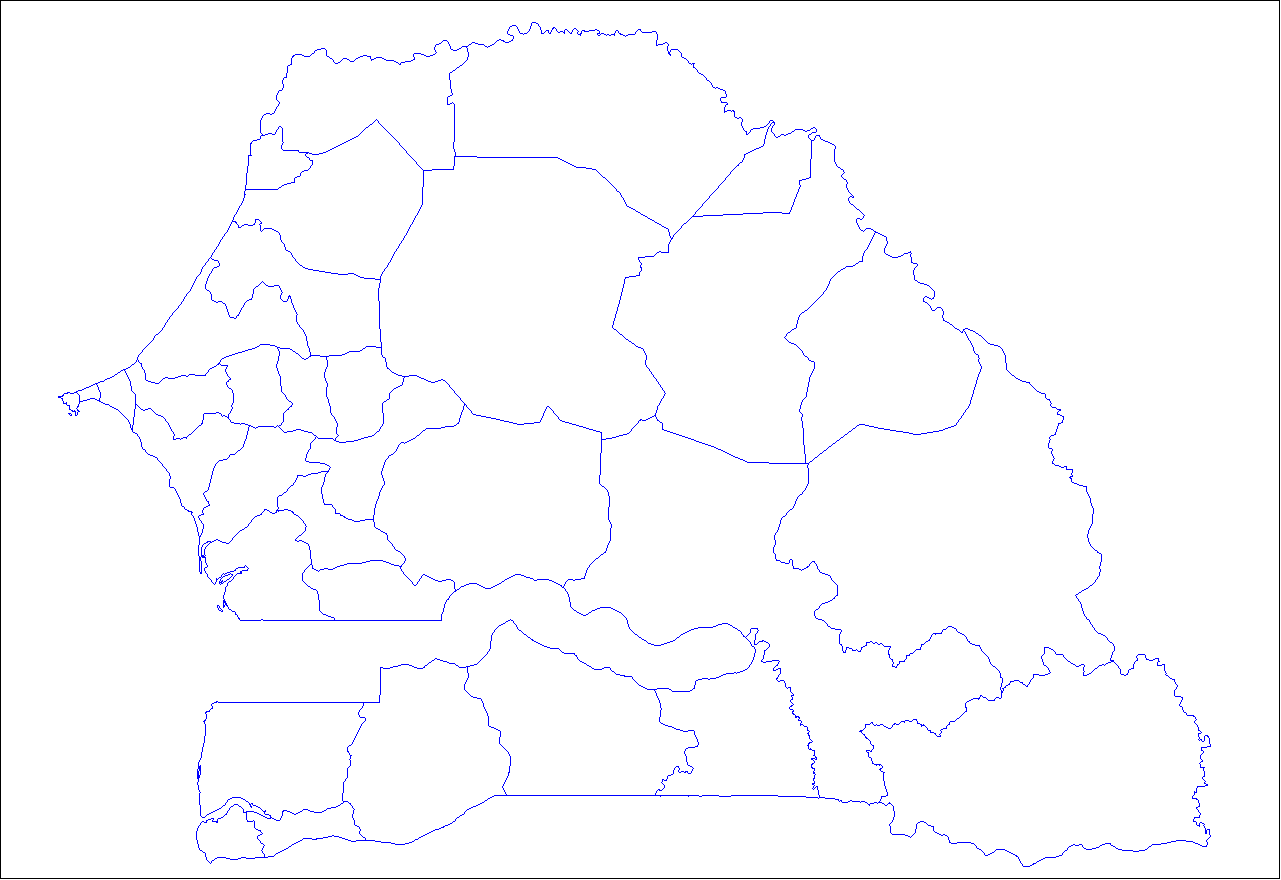
Departamentos do Senegal.

As 11 Regiões do Senegal são subdivididas em 35 departamentos e 103 arrondissements (nenhum dos quais tem funções administrativas) e por collectivités locales (coletividades locais) (as 11 régions (regiões), 110 communes (comunas), e 320 communautés rurales (comunidades rurais)) que elegem oficiais administrativos.
Em 2006, o novo departamento de Koungheul foi criado como uma divisão de Kaolack.
Os departamentos estão listados abaixo, por região:

## Dakar

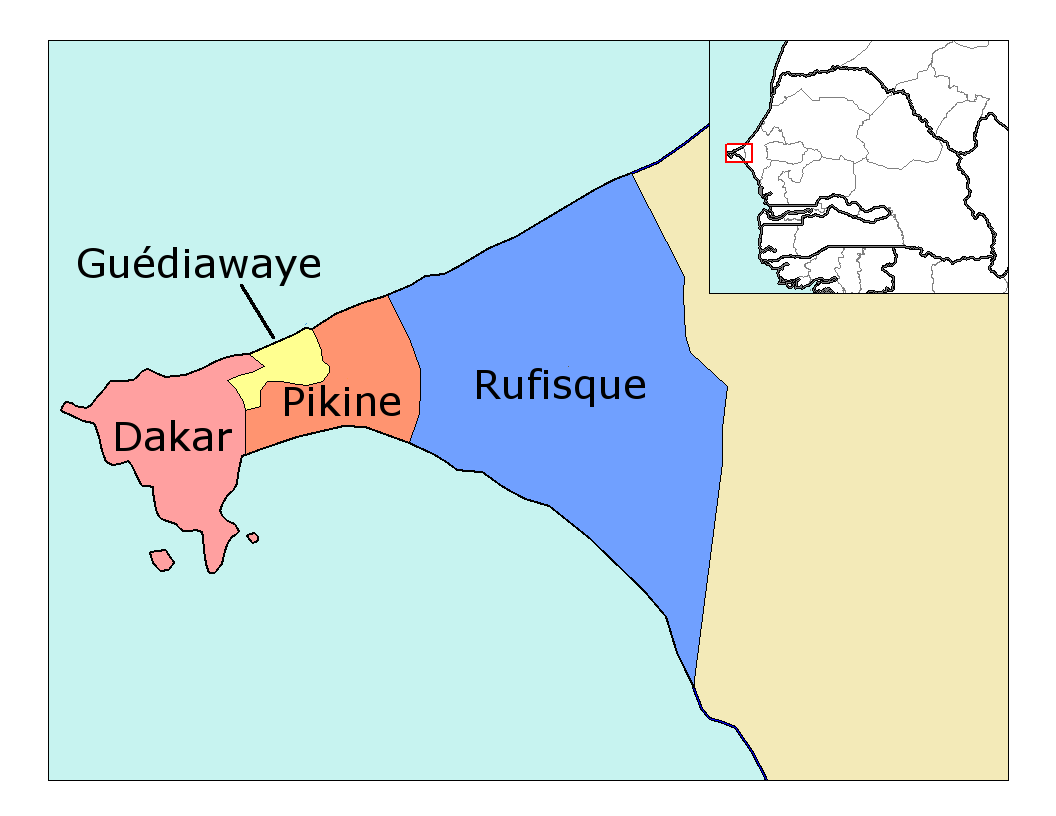
Departamentos da Região Dakar.

- Dakar
- Guédiawaye
- Pikine
- Rufisque

## Diourbel

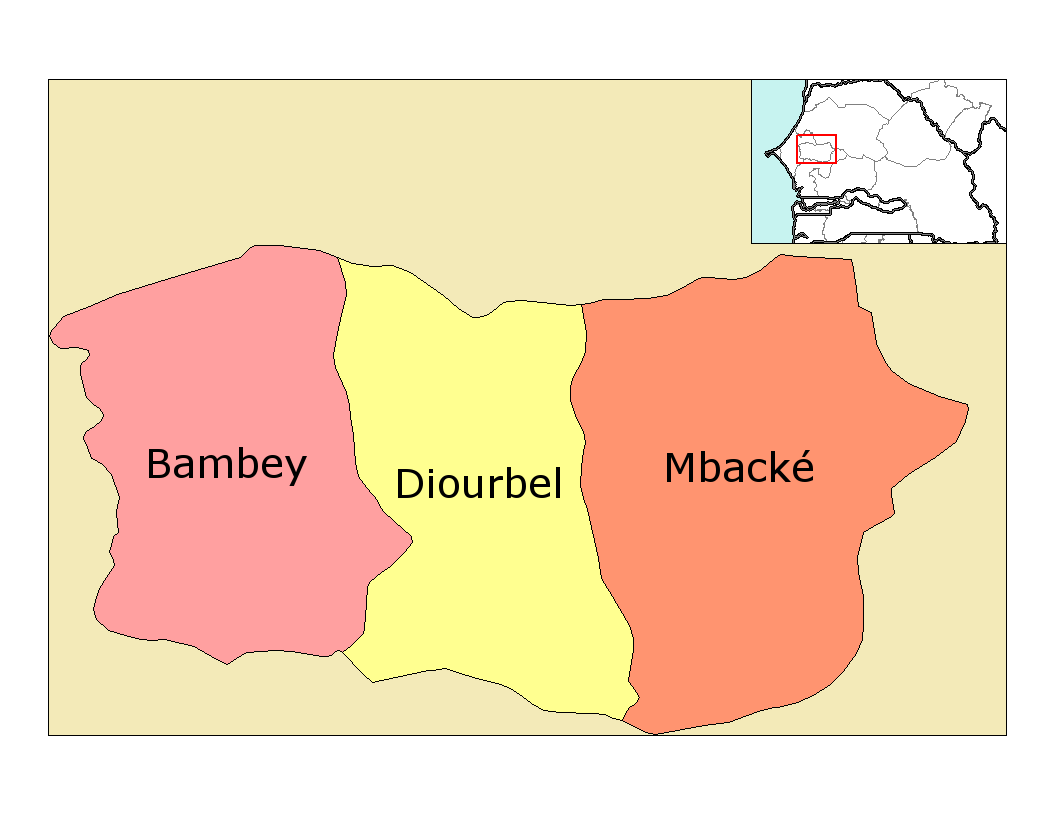
Departamentos da Região Diourbel.

- Bambey
- Diourbel
- Mbacké

## Fatick

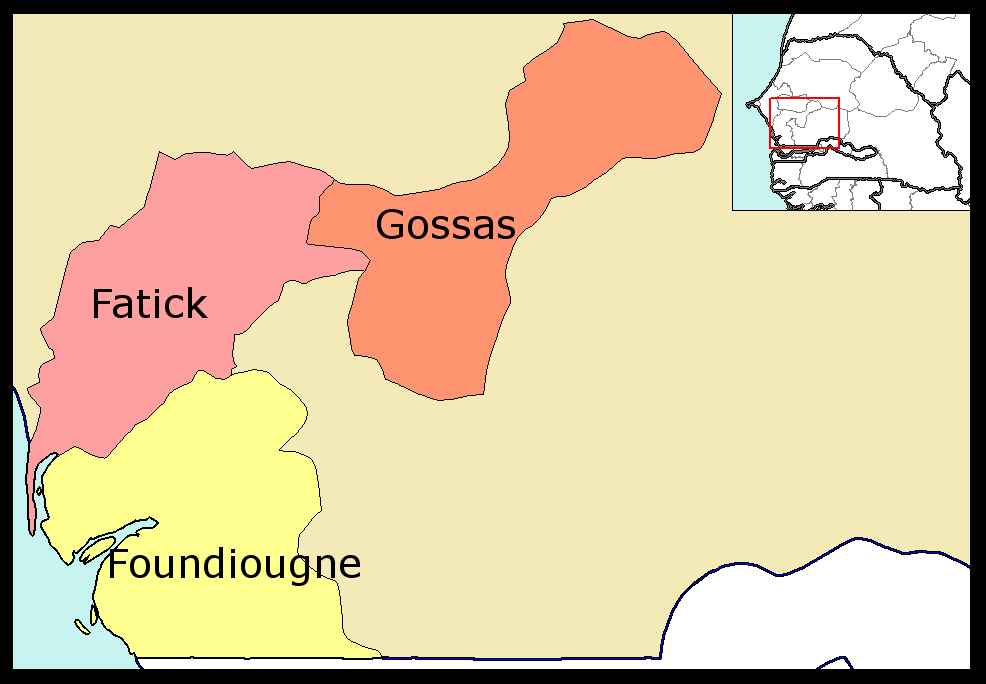
Departamentos da Região Fatick.

- Fatick
- Foundiougne
- Gossas

## Kaffrine
- Birkilane
- Kaffrine
- Koungheul
- Malem Hoddar

## Kaolack

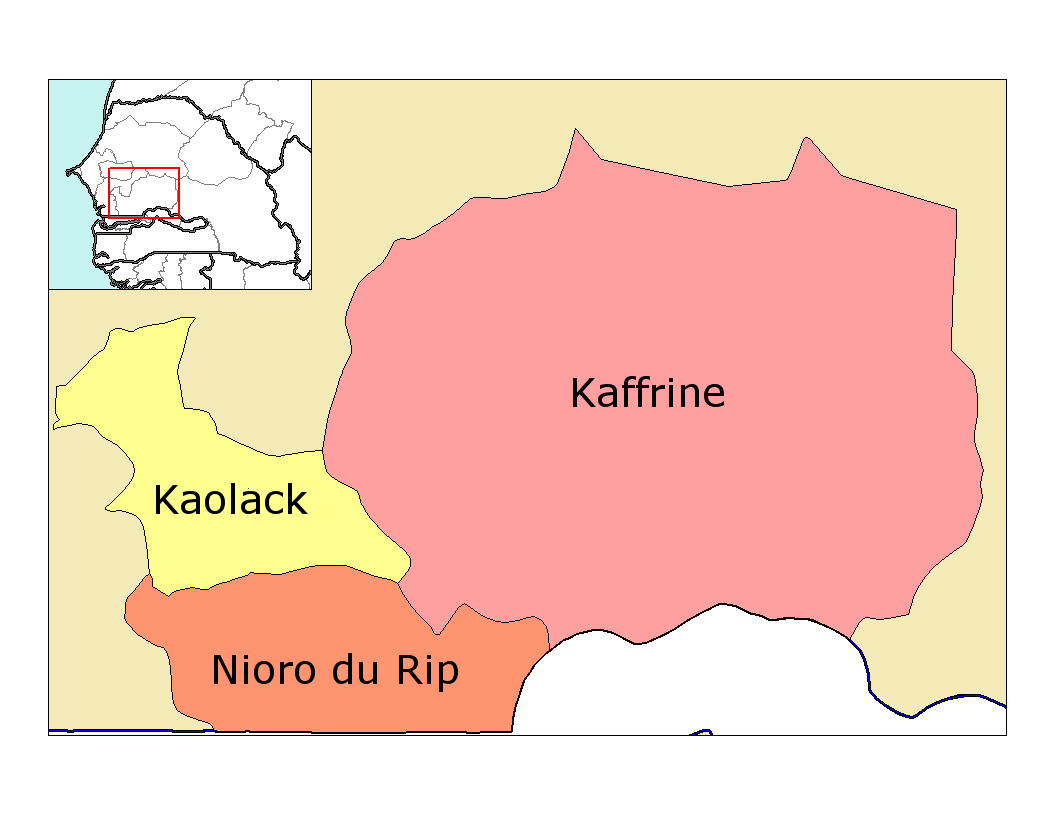
Departamentos da Região Kaolack.

- Guinguinéo
- Kaolack
- Nioro du Rip

## Kédougou
- Kédougou
- Salemata
- Saraya

## Kolda

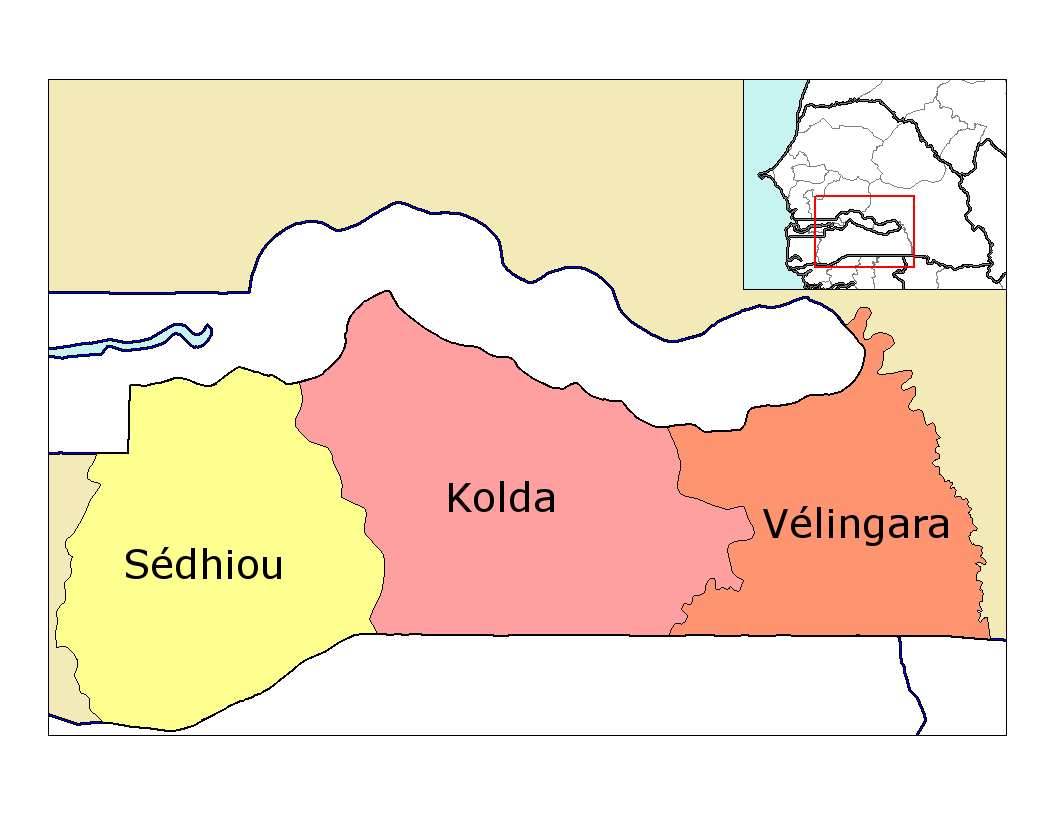
Departamentos da Região Kolda.

- Kolda
- Médina Yoro Foulah
- Vélingara

## Louga

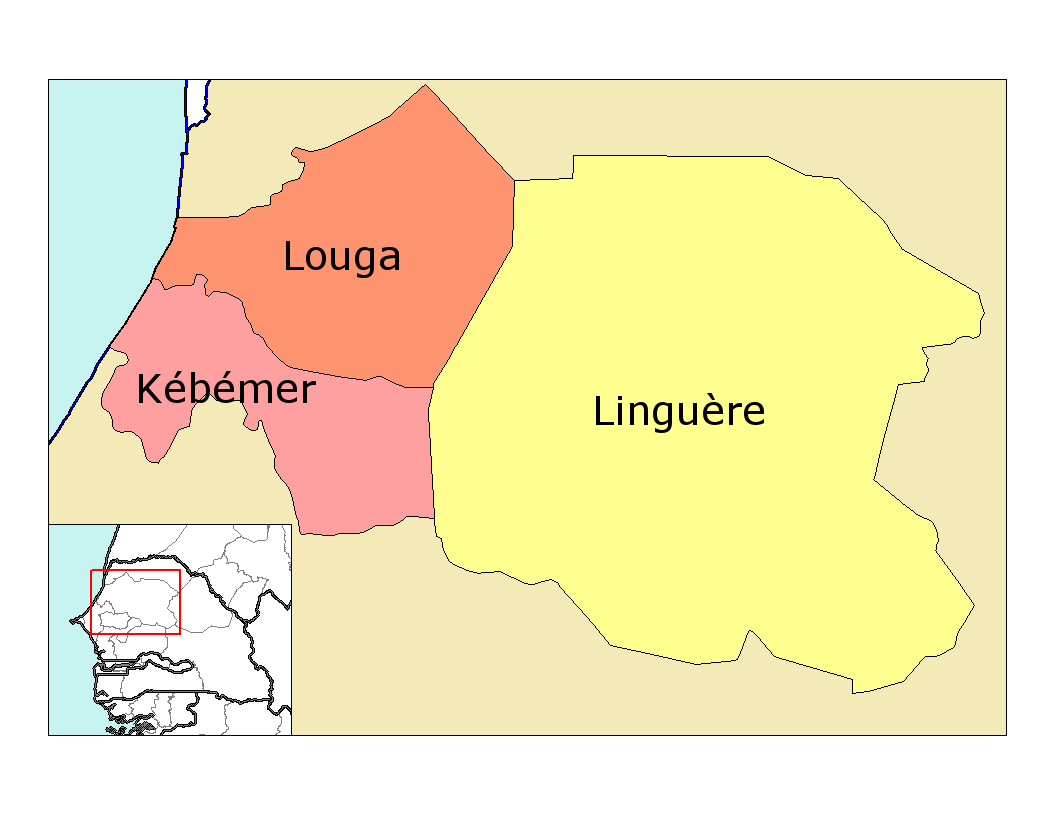
Departamentos da Região Louga.

- Kébémer
- Linguère
- Louga

## Matam

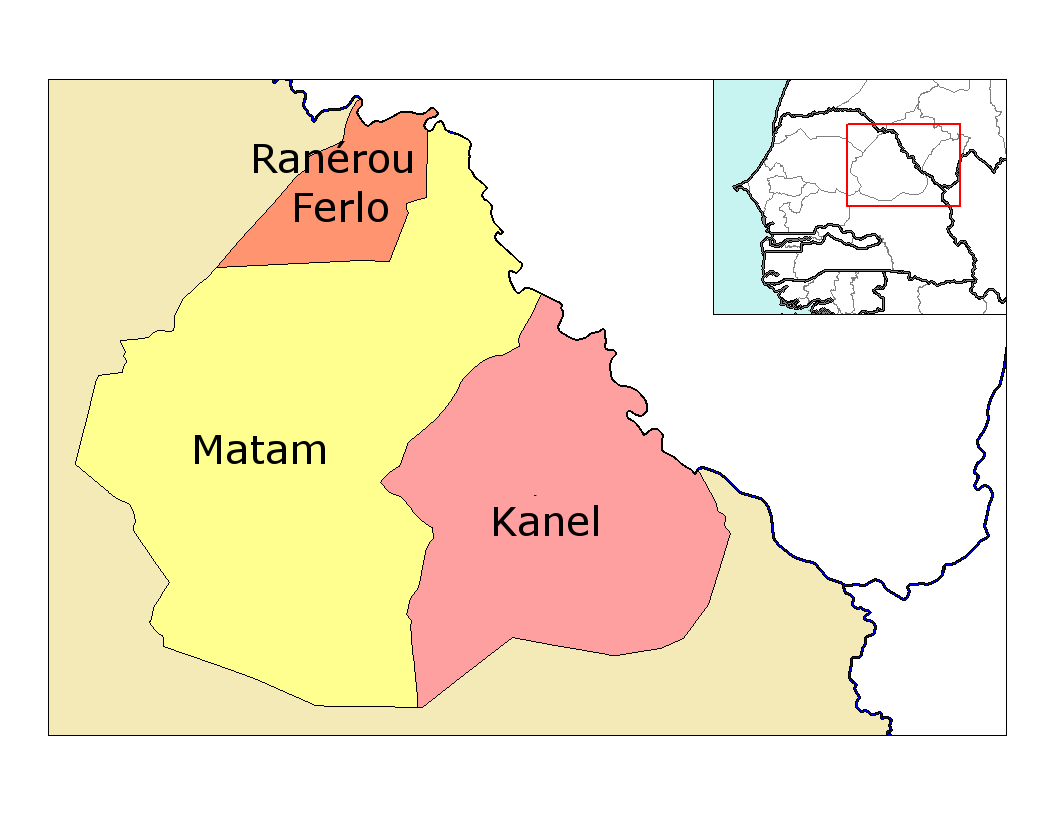
Departamentos da Região Matam.

- Kanel
- Matam
- Ranérou Ferlo

## Saint-Louis

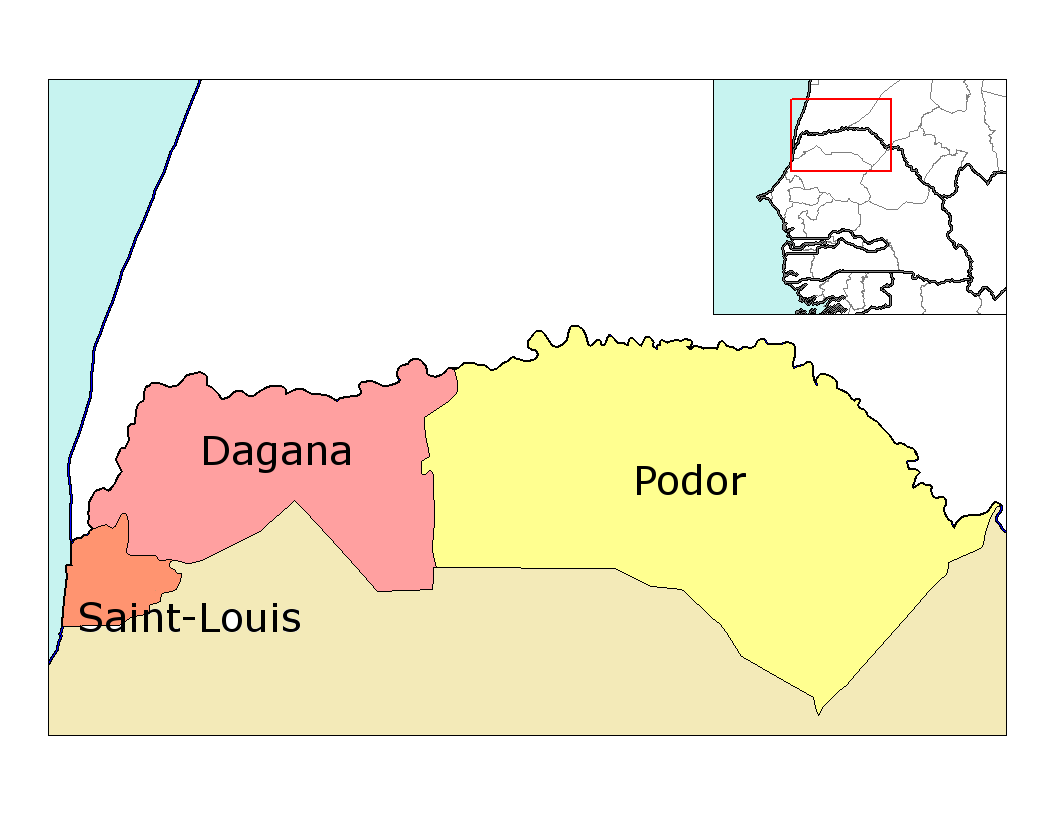
Departamentos da Região Saint-Louis.

- Dagana
- Podor
- Saint-Louis

## Sédhiou
- Bounkiling
- Goudomp
- Sédhiou

## Tambacounda

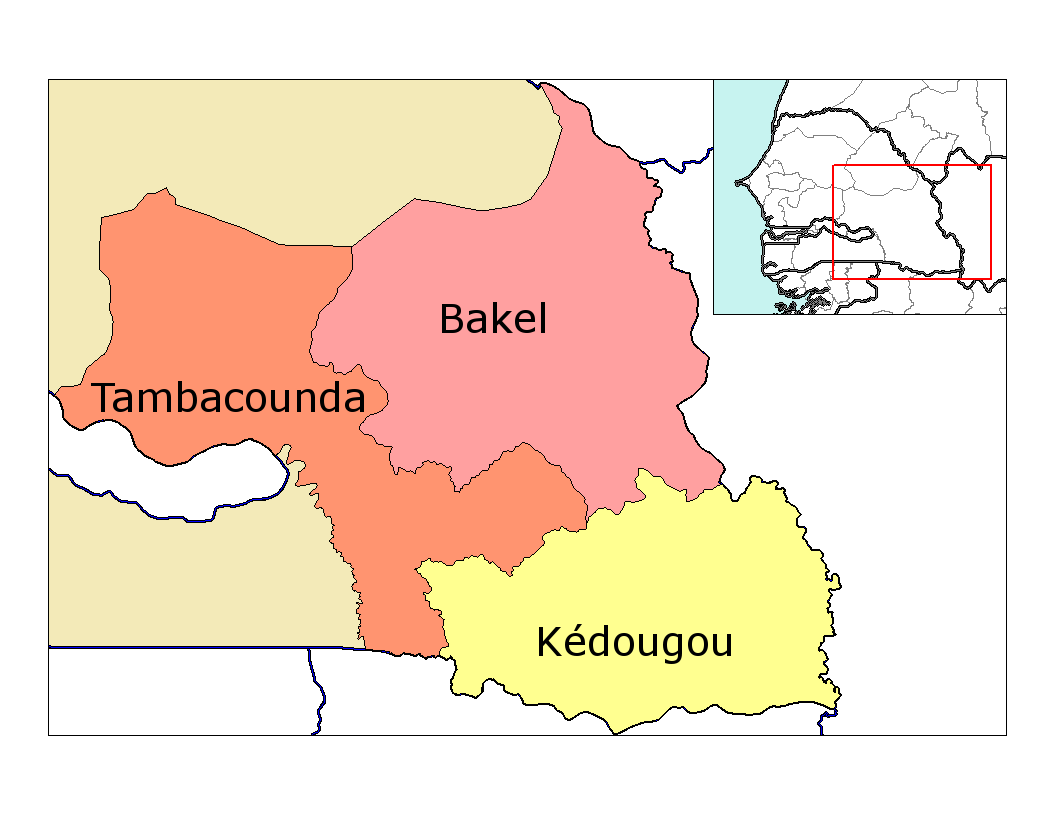
Departamentos da Região Tambacounda.

- Bakel
- Goudiry
- Koumpentoum
- Tambacounda

## Thiès

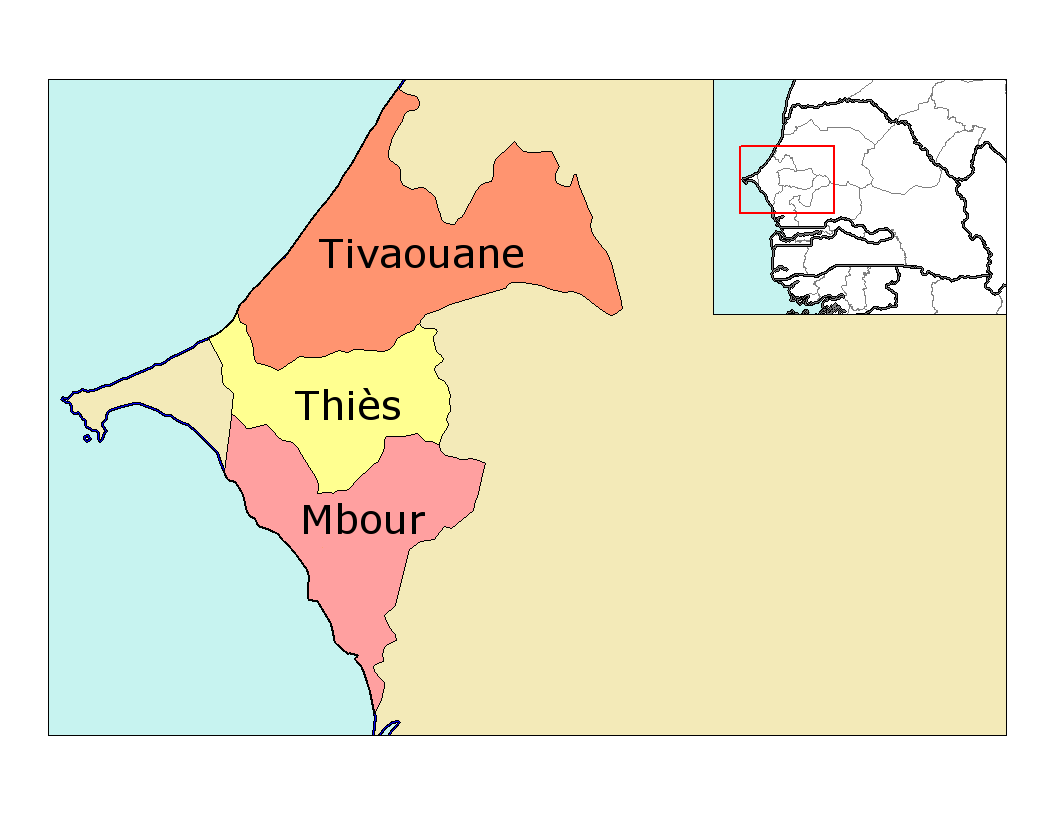
Departamentos da Região Thies.

- M'bour
- Thiès
- Tivaouane

## Ziguinchor

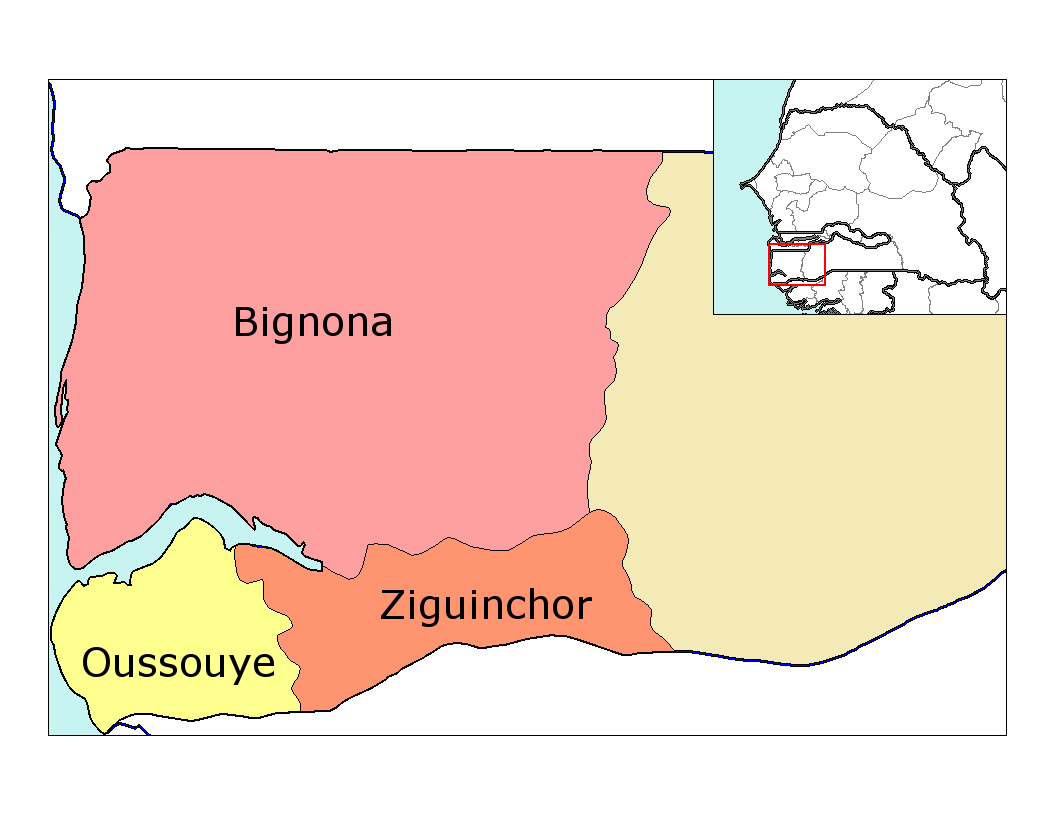
Departamentos da Região Ziguinchor.

- Bignona
- Oussouye
- Ziguinchor